# Língua principense
O principense ou lunguyè (também conhecido por lunguyê, lun'gwiye e moncó) é uma língua nacional de São Tomé e Príncipe, falada na ilha do Príncipe. Lunguyè significa "língua da ilha".
Sendo uma língua crioula de base portuguesa, o principense difere grandemente dos crioulos da Guiné-Bissau, Senegal, Gâmbia e Cabo Verde. O substrato do principense assenta principalmente nas línguas cuás faladas na Costa do Marfim, Gana, Togo, Benim e Nigéria.
Partilha 77% de semelhança lexical com o são-tomense (ou forro), 67% com o angolar e 62% com o anobonense (ou fa d'ambu) da vizinha ilha de Ano Bom (Guiné Equatorial).
O principense é, actualmente, uma língua ameaçada de extinção e quase só é falada por idosos, a maioria dos quais também domina o português e/ou são-tomense.